# Libido (album de musique)
Pour les articles homonymes, voir Libido.
Albums de Brigitte Fontaine
Rue Saint Louis en l'Île
(2004) Prohibition
(2009)
Libido est le quinzième album de Brigitte Fontaine, paru en 2006. Son habillage en rose et noir correspond parfaitement à sa double tonalité.
-M- a participé à l'album et y co-interprète le titre Mister mystère (qui est par ailleurs le premier morceau de son 4e album studio et lui donne son titre).
Brigitte Fontaine y fait aussi intervenir le compositeur et arrangeur Jean-Claude Vannier, avec qui elle avait réalisé son disque Brigitte Fontaine est… folle ! en 1968, pour les mélodies de deux chansons : Barbe à papa et Mendelssohn.
Le titre de « Château intérieur » vient d'un ouvrage de Thérèse d'Avila (que Brigitte Fontaine confesse n'avoir pas lu). Si "Cul béni" se moque crûment de la religion et Mendelssohn souligne la misogynie des trois principaux monothéismes, Elvire est le portait sensible d'une adolescente (comme Betty Boop sur Rue Saint Louis en l'Île) homosexuelle sous forme de comptine, et "La nacre et le porphyre" est une fantaisie sentimentale - et sous-marine.
L'album peut être taxé parfois de misandrie mais les femmes sont également critiquées (Barbe à papa, inspiré par le film Qu'est-il arrivé à Baby Jane ?, vise les femmes objets à la poursuite de l'éternelle jeunesse) et d'une façon générale le ton adopté se durcit, comparé à celui des deux disques précédents (Les babas est une charge sans appel, Ex Paradis dénonce la brutalité masculine, La viande, tant par le texte que la musique, bouscule, ainsi que Brigitte aime à le faire parfois, l'auditeur).
Noces conclut de manière positive cet opus, en prônant la (ré)conciliation des contraires.

## Titres
| No  | Titre                     | Durée |
| --- | ------------------------- | ----- |
| 1.  | Château intérieur         |       |
| 2.  | La Metro                  |       |
| 3.  | Cul Béni                  |       |
| 4.  | Elvire                    |       |
| 5.  | La nacre et le porphyre   |       |
| 6.  | Barbe à papa              |       |
| 7.  | Mendelssohn               |       |
| 8.  | Les babas                 |       |
| 9.  | Ex Paradis                |       |
| 10. | La viande                 |       |
| 11. | Mister Mystère (avec -M-) |       |
| 12. | Noces                     |       |

## Crédits
- Auteur : Brigitte Fontaine.
- Compositeur : Areski Belkacem sauf 6 et 7 composées par Jean-Claude Vannier et 11 composée par Matthieu Chedid.
- Réalisation : Areski Belkacem sauf 7 (Jean Claude Vannier) et 11 (Matthieu Chedid).
- Éditions Allo Music/Labo, M Édition et Jean-Claude Vannier éditions.

## Classement
| Chart  | Meilleur classement | Nombre de semaines dans le Top 50 | Certification |
| ------ | ------------------- | --------------------------------- | ------------- |
| France | 59[réf. nécessaire] | 9[réf. nécessaire]                |               |